# Abdulaziz al-Dzsanúbí
Abdulaziz al-Dzsanúbí (arabul: عبدالعزيز الجنوبي); 1974. július 20. –) szaúd-arábiai válogatott labdarúgó.

## Pályafutása

### Klubcsapatban
1997 és 2007 között az en-Naszr csapatában játszott. 2007 és 2011 között az Sdoos Club játékosa volt.

### A válogatottban
1997 és 2004 között 19 alkalommal játszott a szaúd-arábiai válogatottban és 2 gólt szerzett. Részt vett az 1998-as világbajnokságon és a 2004-es Ázsia-kupán.

## Sikerei, díjai
en-Naszr
- Kupagyőztesek Ázsia-kupája győztes (1): 1997–98
- Ázsiai szuperkupa (1): 1998